# Gennaro Vecchione
Gennaro Vecchione (Roma, 17 giugno 1959) è un generale, funzionario e prefetto italiano, dal 10 dicembre 2018 al 14 maggio 2021 Direttore Generale del Dipartimento delle informazioni per la sicurezza.

## Storia
Nasce a Roma nel 1959, e dal 1973 al 1978 è allievo della Scuola militare "Nunziatella" conseguendo il diploma di maturità scientifica ed entrando presso l'Accademia della Guardia di Finanza dalla quale uscirà nel 1981 laureandosi in giurisprudenza presso l'Università degli Studi di Milano.
Dal 1982 al 1985 è comandante di Drappello presso il nucleo regionale di polizia tributaria di Milano e nel 1986 trasferito presso Ferrara assume prima l'incarico di comandante di compagnia e poi nel 1987 quello di comandante del nucleo provinciale di polizia tributaria.
A fine 1987 viene trasferito presso l'accademia della Guardia di Finanza, in qualità di comandante di corso ufficiali, ove permarrà sino al 1990.
Dal 1990 al 1992 è comandante di sezione per la lotta al crimine organizzato del Gruppo d'investigazione sulla criminalità organizzata e dal 1992 al 1994 viene designato come ufficiale addetto all'ufficio operazioni.
Dal 1994 al 1996 frequenta il 23° corso della Scuola di Polizia Tributaria, ed in seguito a quest'ultimo fino al 1998 viene designato come capo ufficio operazioni.
Dal 1998 al 2003 è comandante provinciale di Treviso, e rientrato a Roma per assumere il comando del nucleo speciale servizi extratributari ove rimarrà fino al 2004, consegue la laurea in scienze della sicurezza economico-finanziaria presso l'Università degli Studi di Roma Tor Vergata.
Nel 2004 assume il comando del gruppo antitrust, lavori pubblici ed energia, conseguendo altresì presso l'Università degli Studi di Trieste la laurea in scienze politiche, nello stesso anno assume anche il comando del nucleo speciale entrate dove permarrà fino al 2007.
Dal 2007 al 2008 è comandante del nucleo speciale funzione pubblica e privacy e dal 2008 al 2011 è Comandante del Nucleo della Guardia di Finanza per la repressione delle frodi all’U.E. presso la Presidenza del Consiglio dei Ministri ricoprendo anche l'incarico di membro permanente del Comitato nazionale per la lotta alle frodi comunitarie, del CO.CO.L.A.F. e dell'OAFCN, e del Gruppo Antifrode del Consiglio dell'Unione Europea.
Dal 2011 al 2013 è comandante della legione allievi della Guardia di Finanza e dal 2013 al 2015 è comandante del comando unità speciali della Guardia di Finanza, ed altresì per il 2015 è comandante in sede vacante del comando tutela economia e finanza.
Dal 2017 al 2018 è stato direttore della Scuola di perfezionamento per le forze di polizia e dal 2018 al 2021 viene nominato da Giuseppe Conte, Prefetto Direttore Generale del Dipartimento delle informazioni per la sicurezza.
Inoltre ha tenuto numerosi convegni presso università italiane.

## Pubblicazioni
Gennaro Vecchione e Massimo Rossi, La tutela del patrimonio archeologico nazionale, Gangemi Editore, 20 luglio 2006, ISBN 9788849209549.